# اودالوفکا
اودالوفکا (به لاتین: Udalovka) یک منطقهٔ مسکونی در روسیه است که در جمهوری آلتای واقع شده‌است.